# Extreem weer

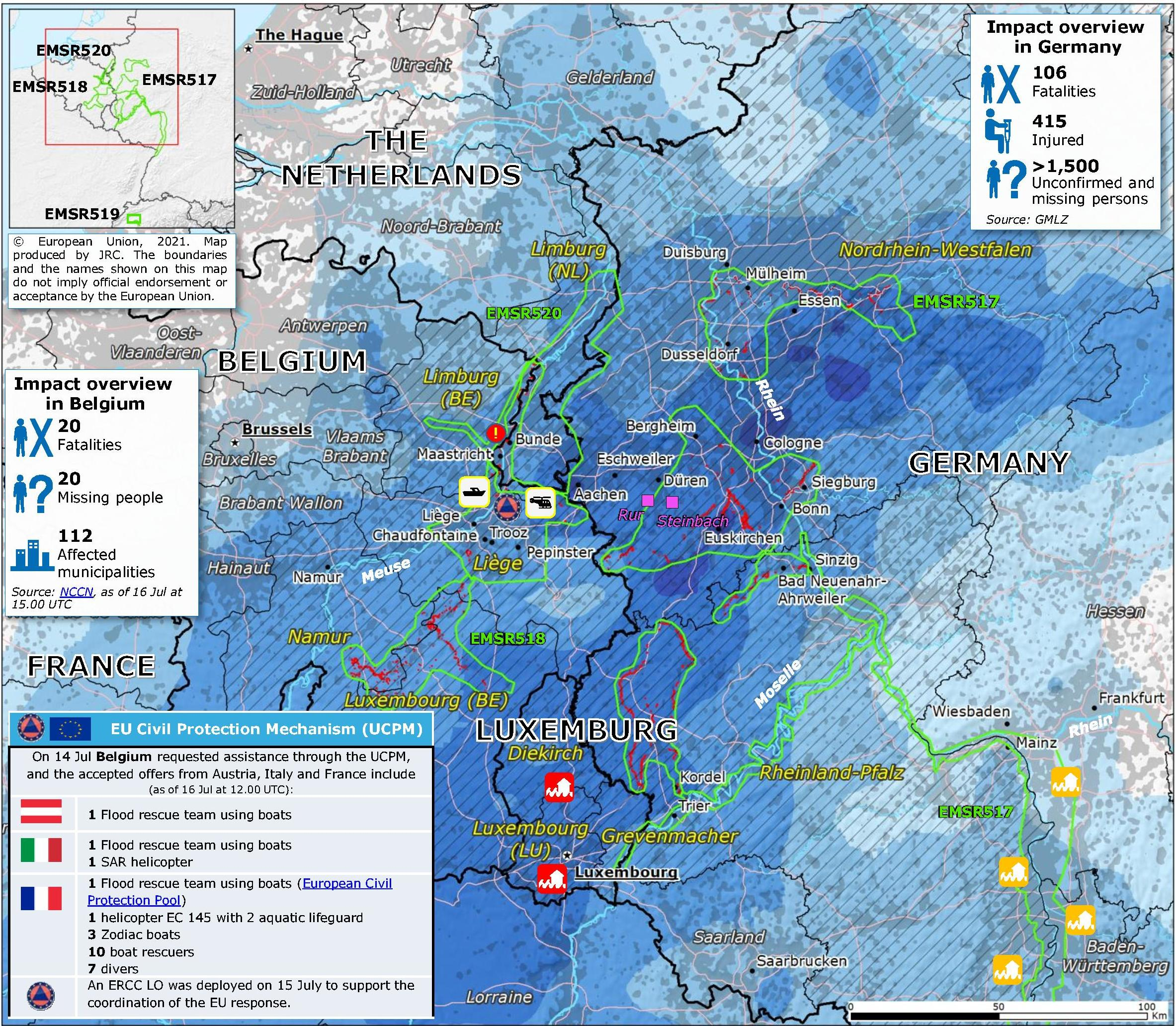
Overstromingen in Europa (juli 2021).

Extreem weer of extreme klimaatgebeurtenissen verwijzen naar onverwachte, ongebruikelijke, ernstige of niet-seizoensgebonden weerfenomenen. Het gaat om een weersgesteldheid nabij of over de limiet van de metingen die in het verleden zijn opgetekend. Doorgaans is sprake van extreem weer wanneer het fenomeen zich situeert in de tien procent minst verwachte waarden voor de locatie, op basis van de geregistreerde weergeschiedenis.:p. 33
Er zijn aanwijzingen dat klimaatverandering de periodiciteit en intensiteit van sommige extreme weersomstandigheden doet toenemen. De waarschijnlijkheid daarvan (klimaatattributie) is het grootst bij de frequentie of omvang van hitte- en koudegolven, iets minder bij de toename van zware neerslag en droogteperioden.

## Klimaatattributie
Ondanks deze aanwijzingen waarschuwden wetenschappers in het verleden dat individuele weersomstandigheden niet konden worden toegeschreven aan klimaatverandering. Met klimaatattributie of -toeschrijving (Engels: extreme event attribution), een jonge tak van de klimaatwetenschap, wordt gepoogd bij het duiden van extreme verschijnselen de antropogene klimaatverandering te onderscheiden van natuurlijke variabiliteitsbronnen zoals El Niño. Daarbij wordt in grote mate gebruik gemaakt van modellen en statistieken, en van de extreme waardetheorie. Naarmate de wetenschappelijke kennis op dit gebied vordert, kunnen gefundeerde adviezen worden gegeven bij risicoanalyse en -beheer en bij het sturen van strategieën voor klimaatadaptatie. 
In 2011 publiceerde de American Meteorological Society een van de eerste rapporten die extreme weersomstandigheden toeschreven aan klimaatverandering. Sedertdien maakte het onderzoek grote vorderingen, onder meer door wetenschappers als Geert Jan van Oldenborgh en  Friederike Otto. Beiden hebben bijgedragen bij de vorming van de internationale samenwerking World Weather Attribution in 2015. 

## Klimaatadaptatie
In een online-rapport van juni 2023 besloot het Europees Milieuagentschap dat de Europese noodrespons bij klimaatrampen weliswaar goed wordt beheerd via het Coördinatiecentrum voor noodhulp, maar dat de voorbereiding op klimaatverandering op de lange termijn een meer systematische voorbereiding van de samenleving vereist.

## Menselijke tol
Bij overstromingen, maar vooral hittegolven vallen slachtoffers. Het Europees Milieuagentschap raamde het aantal doden in de periode 1980-2020 tussen 85.000 en 145.000.

## Economische schade
De totale economische schade door extreem weer zou volgens het Europees Milieuagentschap in de periode tussen 1980 en 2020 zijn opgelopen tot 450-520 miljard euro. Slechts een kwart tot een derde van die verliezen was verzekerd. De Zwitserse herverzekeraar Swiss Re raamde de schade over 2020 alleen op 190 miljard dollar. Voor 2024 worden bedragen genoemd van 348 tot 402 miljard dollar, volgens verzekeringsmakelaars Aon en Gallagher Re.